# Infraestrutura e superestrutura (Marxismo)
De acordo com a teoria marxista, os diversos atributos dos homens se desenvolvem internamente a uma dada forma de sociedade  e não são dados externamente por uma natureza humana ou divina. Por isso, não existe em Marx um estudo do homem no geral, mas das formas de sociedade humanas. Mas uma dada forma de sociedade não se caracteriza por um amontoado de relações aleatórias. No estudo dessas formas de sociedade Marx reconhece a existência de uma infraestrutura e uma superestrutura.
A infraestrutura  —   que corresponde a um dado nível de desenvolvimento das forças produtivas e a relações de produção específicas — se deve ao fato de que "na produção social de sua existência, os homens estabelecem relações determinadas, necessárias, independentes da sua vontade, relações de produção que correspondem a um determinado grau de desenvolvimento das forças produtivas materiais". Como os homens não escolhem a forma de sociedade em que vivem, Marx denomina como infraestruturais ou estruturais as relações sociais necessárias em uma dada forma de organização social. Por serem necessárias, tais determinações estruturais condicionam todas as demais. O "conjunto destas relações de produção constitui a estrutura econômica da sociedade, a base concreta sobre a qual se eleva uma superestrutura jurídica e política". Diversamente das relações sociais estruturais, a superestrutura são aqueles aspectos ou relações da sociedade que podem ser alterados sem que uma dada forma de sociedade se transforme em seus fundamentos. Aí se inserem as formas de governo, de Estado, da educação. Apesar de uma dada estrutura de sociedade comportar formas superestruturais as mais diversas, esta deve, necessariamente, se adequar ao domínio estrutural. Se não for assim, a forma de sociedade deixa de existir.
No marxismo ortodoxo, a infraestrutura determina a superestrutura em uma relação unidirecional. No entanto, nas formas mais modernas do pensamento marxista, a sua relação não é estritamente unidirecional, como algumas teorias afirmam que, assim como a base influencia a superestrutura, a superestrutura também influencia a infraestrutura. Na verdade, em nenhum momento a teoria original de Marx diz que a estrutura causa a superestrutura. Trata-se de um condicionamento entre algo que é necessário e algo que é contingente em uma dada forma de organização social .

## Desenvolvimento dos conceitos
Quando ainda não era um ativista político comunista, mas apenas um jovem recém-formado em Filosofia pela Universidade de Berlim e admirador da obra de filósofo alemão Hegel, Karl Marx, nos idos de 1842, foi bastante impactado pela cena de homens, mulheres e crianças, esfarrapados, recolhendo galhos de árvores caídos sob perseguição violenta da cavalaria policial; sob alegação de crime de roubo. Era uma cena expressiva da transição civilizatória entre o feudalismo [quando a coleta de lenha pelos pobres, para fins de aquecimento, era permitida] e o advento do capitalismo, que ensejou o fim da propriedade comunal do solo e sua consequente apropriação privada; evento que, diga-se de passagem, deu causa a expressiva emigração de contingentes populacionais europeus para os novos territórios da América.
Aquela perseguição, como assinala Cristina Portela, “Não era uma perseguição qualquer: poucos anos antes, em 1836, dos 207.478 processos criminais abertos pelo estado prussiano, ¾ referiam-se a roubo de lenha e outras supostas transgressões contra a propriedade florestal”.
Essa tomada de consciência acerca do tratamento desumano dispensado aos pobres e a empatia a estes dirigida, é produto do conhecimento adquirido sobre o sofrimento das massas e de reflexão filosófica no sentido de que as coisas [as relações sociais] não precisam ser assim, marcadas pela violência e exploração de muitos por poucos, dado “o contínuo processo civilizatório”.
Esta a “epifania” que constituiu uma causa relevante em todo o esforço analítico, no âmbito da economia, da política e da sociologia, e filosófico de Karl Marx. Assim, primeiramente estabelecendo uma teoria da sociedade sob o modo capitalista de produção, e, em segundo lugar, uma teoria sobre a superação do capitalismo pelo socialismo. Este esforço cognitivo para compreensão da realidade social sob o capitalismo foi fundamentado em dois planos metodológicos: a) o do materialismo dialético, e b) o do materialismo histórico.
A partir do materialismo histórico, Marx desenvolveu dois conceitos importantes para compreensão da organização da sociedade capitalista e sua estrutura social, apontando a sociedade como composta por dois elementos fundamentais: a) a infraestrutura, e b) a superestrutura.
- Infraestrutura - de acordo com Bodart (2016), para Marx, a infraestrutura constitui o conjunto onde está a base econômica da sociedade; portanto a economia, as formas de produção, as relações de produção e as relações de trabalho, estas marcadas pela exploração da força de trabalho no interior do processo de acumulação capitalista. A infraestrutura, assim, constitui o conjunto formado pela matéria-prima, pelos meios de produção e pelos próprios trabalhadores (onde se dão as relações de produção: empregados-empregados, patrões-empregados).[8]
- Superestrutura - é a projeção, a expressão cultural, das formas e relações de produção; ou seja, é a expressão cultural da infraestrutura. Assim, a superestrutura é fruto de estratégias dos grupos dominantes para a consolidação e perpetuação de seu domínio [econômico, político e social]. É composta pela estrutura jurídico-política e a estrutura ideológica (Estado, Religião, Artes, meios de comunicação, etc.).[8]

Sobre o Estado, enquanto elemento da superestrutura, e seu papel, Bodart leciona:
"Para essa consolidação e perpetuação da dominação das classes dominantes estes (sic) utilizam de estratégias que demandam ora uso da força, ora da ideologia (MARX, 1993). Um exemplo de um instrumento de uso da força é o Estado, o qual possui o uso da força legitimado pela ideologia. Para Marx, o Estado está sempre a serviço da classe dominante, buscando manter o status quo." 

Já sobre a Religião e seu papel ideológico, Lenin aponta sua instrumentalização para o controle e a submissão das classes dominadas (conjunto daqueles que vivem do trabalho) pelas classes dominantes (conjunto dos proprietários dos meios de produção):
"A sociedade contemporânea assenta toda na exploração das amplas massas da classe operária por uma minoria insignificante da população, pertencente às classes dos proprietários agrários e dos capitalistas. Esta sociedade é escravista, pois os operários «livres», que trabalham toda a vida para o capital, só «têm direito» aos meios de subsistência que são necessários para manter os escravos que produzem o lucro, para assegurar e perpetuar a escravidão capitalista.

A exploração econômica dos operários causa e gera inevitavelmente todos os tipos de opressão política, de humilhação social, de embrutecimento e obscurecimento da vida espiritual e moral das massas. Os operários podem alcançar uma maior ou menor liberdade política para lutarem pela sua libertação econômica, mas nenhuma liberdade os livrará da miséria, do desemprego e da opressão enquanto não for derrubado o poder do capital. A religião é uma das formas de opressão espiritual que pesa em toda a parte sobre as massas populares, esmagadas pelo seu perpétuo trabalho para outros, pela miséria e pelo isolamento. A impotência das classes exploradas na luta contra os exploradores gera tão inevitavelmente a fé numa vida melhor além-túmulo como a impotência dos selvagens na luta contra a natureza gera a fé em deuses, diabos, milagres, etc. Àquele que toda a vida trabalha e passa miséria a religião ensina a humildade e a paciência na vida terrena, consolando-o com a esperança da recompensa celeste. E àqueles que vivem do trabalho alheio a religião ensina a beneficência na vida terrena, propondo-lhes uma justificação muito barata para toda a sua existência de exploradores e vendendo-lhes a preço módico bilhetes para a felicidade celestial. A religião é o ópio do povo. A religião é uma espécie de má aguardente espiritual na qual os escravos do capital afogam a sua imagem humana, as suas reivindicações de uma vida minimamente digna [...]".
Em conformidade com Marx e Lenin, Sacha Calmon (2010) leciona no sentido de que “a Religião, a Ética e o Direito são técnicas normativas. Visam todas elas ao regramento dos comportamentos humanos nas sociedades politicamente organizadas”; e de que “as três religiões semitas, o judaísmo-tronco e seus ramos, o cristianismo e depois o islamismo”, apresentam-se, no palco da História, “como sistemas antropomórficos, ou seja, como sistemas de controle social, altamente repressivos, construídos à imagem e semelhança das ideias, crenças, noções e interesses radicalmente humanos [...]”.
Mas é em Freud que o papel ideológico da religião se desnuda de forma mais radical, ao postular sua insustentabilidade racional e, consequentemente, seu relevante papel politico de contenção social. Para o autor, as idéias religiosas só possuem significação psicológica; não existindo nenhuma ideia ou argumento que a razão possa aceitar como prova de veracidade das doutrinas religiosas. Com efeito, as igrejas têm de sustentar que as doutrinas religiosas estão fora da jurisdição da ciência ou da razão.

Neste sentido, detalha Antunes (2007), com fundamento em Freud, que:
As idéias religiosas têm origem psíquica. São ilusões dos desejos do homem de, na vida adulta, continuar a receber proteção de alguém que possua força para garanti-la como seu pai o fazia na infância. Como a vida terrena é dura e acompanhada de muita injustiça nas relações de toda natureza, os homens encontram forças para suportá-la acreditando na existência da justa e benevolente providência divina. 
Assim, à diferença de Freud, para quem um afastamento da humanidade da religião a libertaria da submissão aos [supostos] poderes divinos, Marx e Lenin defendem que o abandono da religião constitui fator fundamental para que a humanidade viva o concreto, a realidade da vida. Esse afastamento da religião constituiria, pois, um passo fundamental para a libertação política e econômica da exploração burguesa; classe, portanto, que explora a religião como fator de manutenção da passividade e da submissão, como meio de controle social, empregando a religião como um ópio para povo, induzindo-o a viver em estado hipnóide.